# The Dawn of Everything
The Dawn of Everything: A New History of Humanity és un llibre publicat l'any 2021 per l'antropòleg David Graeber i l'arqueòleg David Wengrow. La primera publicació fou al Regne Unit el 19 d'octubre de 2021 per Allen Lane (una impremta de Penguin Books).
Enfocant-se en la diversitat de les primeres societats humanes, el llibre critica les narratives tradicionals que consideren un desenvolupament lineal de la història des del primitivisme a la civilització. Aquest llibre, The Dawn of Everything postula que els humans van viure en grans i complexes formes de govern descentralitzades durant mil·lennis. Es basa en l'evidència arqueològica per mostrar com les societats primerenques foren diverses i es van desenvolupar amb múltiples estructures polítiques diferents.
Graeber i Wengrow van acabar el llibre al voltant d'agost 2020. La seva edició americana és de 704 pàgines, incloent-hi una bibliografia de 63 pàgines. Fins al moment, no s'ha traduït al català.

## Recepció
El llibre fou un best seller instantani, sent al número 2 de The New York Times best-seller list durant la setmana de 28 de novembre de 2021. De la mateixa manera, la seva traducció alemanya va entrar com a número 1 a la llista de best sellers de Der Spiegel. També va ser anomenat al Sunday Times, Observer i a BBC History com a llibre de l'any.
Gideon Lewis-Kraus va dir a The New Yorker que el llibre «aspira ampliar la nostra imaginació política a partir de revitalitzar les possibilitats del passat». Dins The Atlantic, William Deresiewicz va descriure el llibre com a «brillant» i «inspirant», afirmant que «desmunta assumpcions sobre 30,000 anys de canvi.» L'historiador de la ciència, Emily Kern, escrigué al Boston Review, tot anomenat el llibre «erudit» i «graciós», suggerint que «una vegada comences a pensar com Graeber i Wengrow, és difícil de parar.» L'antropòleg, Giulio Ongaro, digué dins Jacobin i Tribune que «Graeber i Wengrow han fet a la història humana el que [Galileo i Darwin] van fer a l'astronomia i la biologia, respectivament.»
Tot preguntant-se si d'un llibre que «hipotetiza amb seguretat davant d'evidències escasses o poc clares ens en podem refiar», l'historiador Daniel Immerwahr va descriure el llibre com «una feina molt ambiciosa.» Andrew Anthony va acusar els autors d'escollir els casos mostrats per conveniència, però també va dir que persuasivament transformen «la idea que la humanitat està forçada a passar a través de diferents etapes evolutives, mostrant una imatge de comunitats prehistòriques que tenen la capacitat de prendre les seves pròpies decisions sobre com volen viure.» L'historiador David Priestland va argumentar al The Guardian que Peter Kropotkin planteja el tipus de preguntes que qualsevol raonament de l'anarquisme contemporani hauria d'adreçar. Tanmateix, Priestland també va lloar com els autors cacen mites de la història, i el va titllar de «lectura excitant». Per contra, l'autor anarquista Gabriel Kuhn va afirmar que el llibre era «la lectura més decebedora de la meva vida», afirmant que no estava a l'altura de sustentar les seves afirmacions, i que era políticament ambigu. Nogensmenys, Bryan Appleyard en la seva ressenya per el The Sunday Times va dir que el llibre era «fàcil de llegir i potencialment revolucionari.»